# Журавец (Орловская область)
Журавец — деревня в Покровском районе Орловской области России. Входит в состав Журавецкого сельского поселения.

## География
Деревня находится на расстоянии 10 км северу от посёлка городского типа Покровское, административного центра района, и 60 км к юго-востоку от города Орёл, административного центра области.

### Часовой пояс
Деревня Журавец, как и вся Орловская область, находится в часовой зоне МСК (московское время). Смещение применяемого времени относительно UTC составляет +3:00.

## Население
| 2002 | 2010 |
| ---- | ---- |
| 178  | ↘128 |

### Национальный состав
Согласно результатам переписи 2002 года, в национальной структуре населения русские составляли 97 % из 178 чел.